# Червоний Поділ (Олександрійський район)
Червоний Поді́л —  село в Україні, у Попельнастівській сільській громаді Олександрійського району Кіровоградської області. Населення становить 5 осіб.

## Населення
Згідно з переписом УРСР 1989 року чисельність наявного населення села становила 56 осіб, з яких 24 чоловіки та 32 жінки.
За переписом населення України 2001 року в селі мешкало 16 осіб.

### Мова
Розподіл населення за рідною мовою за даними перепису 2001 року:
| Мова       | Відсоток |
| ---------- | -------- |
| українська | 93,75 %  |
| російська  | 6,25 %   |